# Bjeloprsi jež
Bjeloprsi jež ili istočnoeuropski jež (lat. Erinaceus concolor) je vrsta ježeva iz razreda sisavaca. 
Može narasti do 225 - 275 mm u duljinu i težiti 400 do 1100 g, a vrlo je slično tamnoprsom ježu. Najveća je razlika što ima svjetlija prsa.

## Rasprostranjenost
Ova vrsta je rasprostranjena u istočnoj Europi. Opseg preklapanja rasprostranjenosti s tamnoprsim ježem je na području od Poljske do Jadranskog mora. Na istoku obitava do Izraela, Irana i oko Kaspijskog jezera. 
Žive uglavnom u šumovitim područjima s niskim raslinjem. Nalazimo ga i na pašnjacima, pogotovo u blizini šume, živice i grmlja. Relativno je čest čak i u urbanim sredinama.

## Prehrana
Njegova glavna hrana su: kukci, gujavice, puževi, mladi miševi, ptičja jaja i ptići, gljive, korijenje i voće.

## Ponašanje
Najaktivniji je u sumrak i noću. Međutim, ponekad se može vidjeti tijekom dana, obično u jesen. U zimskom razdoblju na sjevernoj hemisferi spava zimski san. Tada mu pada tjelesna temperatura na 4 °C (normalna temperatura je 34 °C).

## Razmnožavanje
Parenje počinje u ožujku, a traje do srpnja ili kolovoza. Ženka je trudna 31 do 35 dana. Godišnje se okoti jednom ili dva puta. U leglu je između 1 i 10 ježića (obično 3-4). Postaju spolno zreli u sljedećoj kalendarskoj godini.